# Paula Trickey

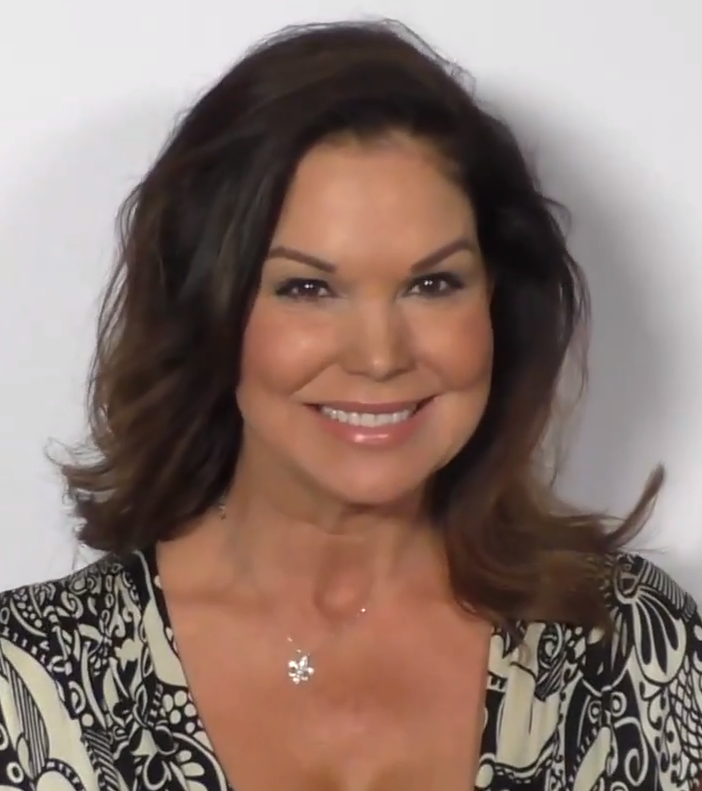
Paula Trickey, 2016

Paula Sue Trickey (* 27. März 1966 in Amarillo, Texas) ist eine US-amerikanische Schauspielerin.

## Leben
Paula Trickey wuchs als jüngste von drei Töchtern in Tulsa, Oklahoma auf. Sie besuchte die East Central High School und trat während dieser Zeit bereits bei Schönheitswettbewerben und in lokalen Werbespots auf. 1985 nahm sie als Miss Oklahoma beim All-American Teen Pageant teil, wo sie als Zweitplatzierte gegen Halle Berry verlor. Im selben Jahr zog sie nach Dallas, wo sie Schauspiel studierte und neben weiteren Werbespots auch an lokalen Film- und Fernsehproduktionen teilnahm.
Seit ihrem Umzug 1986 nach Los Angeles spielte Trickey in Spielfilmen wie Tödliche Gelüste und The Base sowie Fernsehserien wie Baywatch – Die Rettungsschwimmer von Malibu und Eine starke Familie mit. Größere Bekanntheit erlangte sie, als sie von 1996 bis 2000 in 101 Folgen der Krimiserie Pacific Blue – Die Strandpolizei die Figur der Cory McNamara verkörperte. Von 2005 bis 2007 spielte sie in der dritten und vierten Staffel von O.C., California mit Veronica Townsend die Mutter von Taylor Townsend, verkörpert von Autumn Reeser.
Von 1996 bis 2010 war Trickey mit Rich Thurber verheiratet. Beide haben ein gemeinsames Kind.

## Filmografie (Auswahl)
- 1991: Gefährliche Begierde (Carnal Crimes)
- 1992: Eine starke Familie (Step by Step, eine Folge)
- 1994: Baywatch – Die Rettungsschwimmer von Malibu (Baywatch, zwei Folgen)
- 1994: Tödliche Gelüste (A Kiss Goodnight)
- 1994: Time Trax – Zurück in die Zukunft (Time Trax, Fernsehserie, 1 Folge)
- 1996–2000: Pacific Blue – Die Strandpolizei (Pacific Blue, 101 Folgen)
- 1999: The Base
- 2003: Carol und die Weihnachtsgeister (A Carol Christmas)
- 2004: One Tree Hill (Fernsehserie, 1 Folge)
- 2005: CSI: Den Tätern auf der Spur (CSI: Crime Scene Investigation, eine Folge)
- 2005–2007: O.C., California (The O.C., neun Folgen)